# Giuseppe di Stefano Paternó

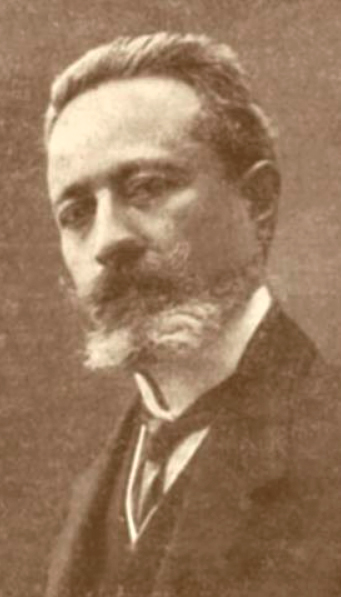
Giuseppe Paternó.

Giuseppe di Stefano Paternó (Palma di Montechiaro, 7 de outubro de 1862 — Itália, depois de 1924) foi um político e advogado italiano ativo no início do século XX no estado brasileiro do Rio Grande do Sul como o principal proponente e organizador do movimento cooperativista.

## Biografia
Filho de Diego Paternó e Maria Meli, pouco se sabe de sua vida antes de chegar ao Brasil, contratado pelo governo para divulgar e estruturar o modelo cooperativista entre os produtores rurais. Um jornal italiano no fim do século XIX falava dele como um subversivo, responsável por uma fracassada tentativa de reformar o sistema produtivo da região de Modica, sendo chamado de "advogado socialista radical, que trabalhou com o também siciliano Francesco Mormino Pena, advogado e estudioso do pensamento de Mazzini. [...] As classes dominantes viram na experiência, impulsionada por Stefano Paternó, uma organização perigosa, que contrastava com o bloco dominante". Promoveu o cooperativismo no seu país natal e no Paraguai, onde também fundou uma colônia italiana, constituindo a Sociedade Colonizadora Italo-Americana e obtendo do governo paraguaio cinquenta léguas para povoar. A iniciativa encontrou muitas dificuldades em vista das más condições de acesso e falta de infra-estrutura. Em 1911, através dos esforços do governo do estado do Rio Grande do Sul, da Sociedade Nacional de Agricultura, do Centro de Desenvolvimento Econômico e da Sociedade Pastoril do Rio Grande do Sul, iniciou suas atividades no estado, onde deixaria sua marca principal.

## O Movimento Cooperativista
As autoridades estaduais estavam interessadas em dinamizar e qualificar o setor do vinho, que se tornara a base da economia da região de colonização italiana. No início do século XX o produto sulino já era exportado para São Paulo e Rio de Janeiro, mas enfrentava dois grandes problemas. O primeiro era a baixa qualificação do produto. A principal fonte do vinho gaúcho era a uva Isabel, uma casta rústica, pouco exigente e muito adaptável, que vingou bem na região, mas produzia um vinho ácido. A acidez dos solos locais piorava a situação, e nesta época em que os produtores buscavam consolidar sua presença nos grandes mercados do centro do país, intermediários adulteravam o produto recebido para venda com a adição de substâncias químicas e muita água, fazendo o vinho gaúcho cair em descrédito. O segundo problema era a baixa qualificação do próprio produtor rural. As técnicas vinícolas trazidas da Itália pelos imigrantes eram artesanais e caseiras, havia dificuldades para manter um padrão homogêneo entre os muitos produtores, a higiene era precária e mesmo as técnicas de cultivo da videira ainda eram mais baseadas na tradição do que na ciência.
Para que o vinho colonial se tornasse competitivo, precisava melhorar sua qualidade usando castas mais finas, e não apenas modernizar, mas também profissionalizar os sistemas de produção, armazenamento e distribuição. Para isso o governo iniciou um projeto de esclarecimento dos produtores através de folhetos e manuais informativos, feiras regionais para troca de experiências e palestras com técnicos especializados, muitos deles estrangeiros. A economia regional estava iniciando uma fase de transição, a rápida urbanização das colônias, especialmente a de Caxias do Sul, ameaçava alterar a ênfase dos setores produtivos, e o governo desejava preservar a lucratividade do vinho gaúcho, e com ela manter o produtor no campo em melhores condições de vida. Os produtores rurais também se viam ameaçados pela classe dos comerciantes, que intermediava as principais relações econômicas, tinha objetivos próprios e era na época a maior força social depois do governo. Para os agricultores, a maioria deles de pouca cultura e sem tino empresarial, a união em associações seria uma estratégia de ação, uma forma de resistência contra concorrentes, e daria mais controle sobre os intermediários, além de eliminar grande parte da sua necessidade. Considerava-se ainda que o cooperativismo tinha méritos morais intrínsecos, expressos em um sistema de divisão equitativa de trabalho, despesas e lucros, e requeria dos participantes uma postura ética e desprendida de interesses pessoais.

### A participação de Paternó

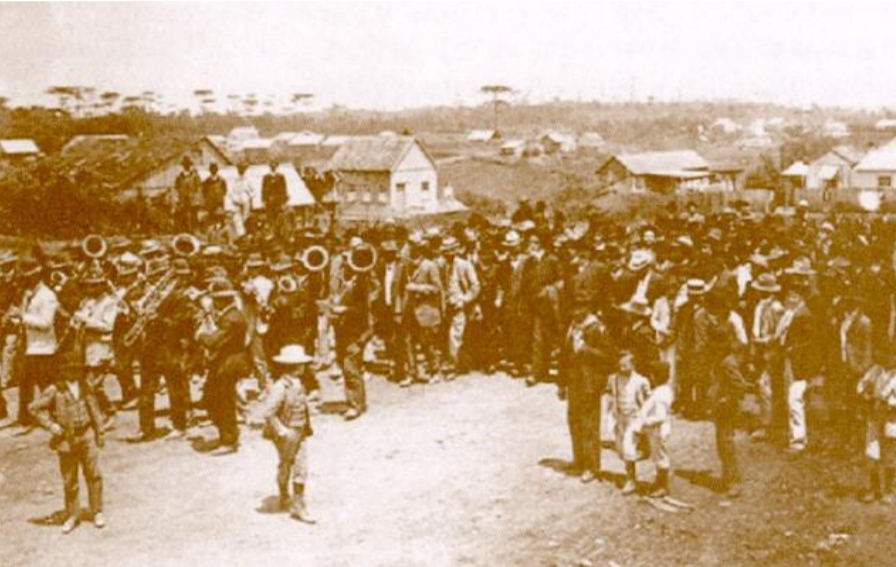
Recepção pública a Giuseppe Paternó em sua chegada a Caxias do Sul.

Paternó foi, então, o agente escolhido pelo governo do estado para organizar o movimento cooperativista entre os viticultores italianos. Relatos da época o mostram como homem de grande cultura e brilhante orador, com uma reputação de "especialista em montar cooperativas". Chegando a Porto Alegre em 1º de setembro de 1911, já veio com um programa de palestras agendado, enfocando os objetivos da Sociedade Nacional de Agricultura, a imigração nos estados do sul, o panorama econômico do Brasil e a organização cooperativista como meio de promoção do progresso agroindustrial. No dia 15 fundou uma cooperativa agrícola em Vila Nova, e estava em Caxias do Sul em 22 de setembro, onde em 2 de outubro presidiu o lançamento da Cooperativa Agrícola, cuja cantina era capaz de processar em sua inauguração 150 mil toneladas anuais de uva.
Tendo Caxias como base de suas atividades, Paternó faria palestras e atividades educativas em toda a região colonial. Segundo J. Monserrat, "Caxias do Sul foi o seu quartel-general. Quando não estava propagando o evangelho em ação, visitava as indústrias locais e perdia tardes inteiras, entre os vinhedos que circundavam as cidades, auscultando a vida colonial e sua intimidade. À noite, reunia-se com os dirigentes municipais e interessados e, até altas horas, discutia e traçava planos". O interesse despertado pela sua atividade chegou às colônias alemãs do Vale dos Sinos, onde também deu palestras, e contratos de parceria lançavam a ideia no Rio de Janeiro e em Minas Gerais. A fundação das cooperativas envolvia também como aspecto relevante a criação de caixas de crédito e poupança para os agricultores, favorecendo a produção com empréstimos de baixos juros e longos prazos e ajudando na administração das suas finanças. Na apresentação de Sandro Rogério dos Santos, 
"Para Paternó, a criação das cantinas sociais tinha o propósito de minimizar as falsificações e as especulações mercantis com o objetivo de baratear os preços dos vinhos. Entre as funções das cooperativas e das cantinas sociais, havia a finalidade de promover o desenvolvimento moral e material dos associados; facilitar o acesso aos capitais a juros baixos; facilitar as vendas e a aquisição de insumos a preços menores; promover o desenvolvimento e o aperfeiçoamento dos produtos e das indústrias rurais. Observa-se nos discursos de Paternó que somente pela união de esforços dos trabalhos na forma de cooperativa poderiam os colonos escapar dos especuladores impiedosos e dos parasitas vampiros, pois, com crédito agrícola, com seguro agrícola e com expansão cultural ocorreria o desenvolvimento das indústrias com base nas lavouras".
Paternó tinha pleno apoio dos governos federal, estadual e municipal, por seu estímulo foi reativada a Associação dos Comerciantes de Caxias, que também passou a apoiá-lo, e os resultados foram rápidos e animadores. Seu lema era Um por todos e todos por um. A imprensa em 1912 já apregoava a grande adesão dos produtores rurais ao novo sistema, que se ramificava para outros setores, como o madeireiro, o de laticínios, o de carne e o ferroviário. Foram formadas cooperativas de banha em Guaporé, Veranópolis, Garibaldi, Bento Gonçalves, Antônio Prado e Caxias do Sul. Somente a de Antônio Prado reunia 920 associados. As cooperativas de laticínios ou “leiterias sociais” eram três em Garibaldi, três em Guaporé, seis em Veranópolis, uma em Nova Prata, uma em Antônio Prado, quatro em Bento Gonçalves e uma em Porto Alegre. Em Alfredo Chaves foi formada uma cooperativa de madeireiros, agregando 42 serrarias. Na descrição do jornal Semanário, Paternó era incansável, correndo "de um município a outro, realizando reuniões memoráveis e conferências que convencem profundamente o ânimo dos agricultores; que congregam, que inflamam, e que os enchem de entusiasmo. Organiza cooperativas vinícolas, para a industrialização dos derivados dos suínos e até para banco de crédito. Consegue dinheiro por juros acessíveis; constrói grandes estabelecimentos, importa máquinas adequadas; contrata, na Itália, técnicos especializados e inicia um movimento centralizador".
Sandra Pesavento refere que a Paternó se credita a fundação direta de dezesseis cooperativas, "centralizadas na poupança dos colonos, com a finalidade de promoverem o beneficiamento dos produtos coloniais, fornecendo aos pequenos produtores crédito, tecnologia e implementos para a melhoria da produção", e muitas outras apareceram a partir do seu exemplo. A multiplicação das iniciativas justificava a organização de uma federação, a União das Cooperativas Riograndenses de Responsabilidade, fundada em Porto Alegre em setembro de 1912, tendo como presidente Álvaro Nunes Pereira, representante do Centro Econômico do Rio Grande do Sul, e Paternó como diretor-geral, considerada a primeira cooperativa central de crédito do Brasil. É ilustrativa do sucesso do movimento uma notícia no jornal O Brazil de 3 de dezembro de 1912:

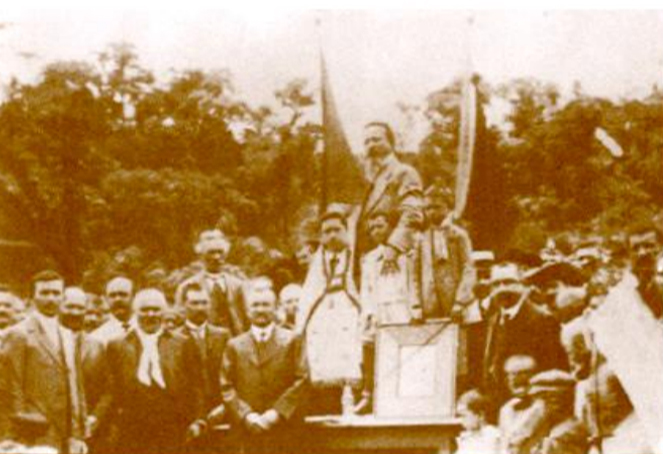
Lançamento da pedra fundamental da primeira cooperativa agrícola de Antônio Prado em 21 de outubro de 1911. Paternó está em destaque.

"Em Caxias, a cooperativa agrícola, ali formada no mês de setembro, conta 1.200 sócios, produtores todos. Está em construção a Adega Social, de 25 metros de frente por 60 de fundos, trabalhando diariamente trinta operários. A Adega é destinada a unificar os tipos de vinho branco e tinto, que produz de 200 a 250 mil quintos de vinho por ano. Será dirigida por um pessoal técnico de reconhecida competência e que já saiu da Itália, devendo chegar no próximo mês do fevereiro. A cooperativa de Caxias abrange outros produtos, como salames, presuntos, etc. Em Nova Trento a cooperativa foi fundada em princípios de outubro, contando com quinhentos sócios, e a Adega com construção de 20 por 40 metros. Em Antônio Prado, a cooperativa estende-se a Nova Treviso, Nova Roma, Castro Alves e 4º distrito da Vacaria. São em numero de 700 os sócios. Constrói-se um edifício para preparo de manteiga a refinação de banha, e já funciona um posto zootécnico, com touros e porcos. Em Bento Gonçalves, a organização da cooperativa toma enorme incremento, e far-se-á ali uma Adega Social. Foram adquiridos terrenos em torno da grande cascata de Parati, com uma queda d'água da força de 500 cavalos, para a fundação de uma fábrica de tecidos de linho e de seda. Começara com o regular numero de teares. Em S. Marcos, a Adega Social comporta 20.000 quintos de vinho. Vai dirigi-la o Sr. Mônaco. Em Nova Milão, cooperativa de vinhos e banha; em Nova Vicenza, cooperativa para vinhos; em Borghetto, distrito de Garibaldi, industria de chapéus de palha, que só venderá nesta capital e em S. Paulo, cooperativa para laticinios, principalmente queijos, e que não tardarão a ser apreciados no Rio de Janeiro; em Santa Barbara, cooperativa para queijos, tipo suiço; em Alfredo Chaves e Guaporé, cooperativas para refinação de banha".
Contudo, a atividade das cooperativas começou logo a ser vista como uma ameaça ao monopólio que os comerciantes urbanos detinham sobre a venda da uva e do vinho, e prejudicava também os produtores independentes, que não eram contemplados pelas facilidades oferecidas pelas cooperativas e não haviam sido beneficiados como elas com a isenção de impostos territoriais, industriais e de exportação. Além disso, o crescimento da produção fez baixar seu valor de venda, reduzindo os lucros de todos. Iniciou-se uma polêmica pública sobre os méritos do cooperativismo, Paternó sofreu difamação e ataques pessoais, suas posições e lealdades políticas foram questionadas, e vozes influentes iniciaram uma cerrada campanha para o desmantelamento das cooperativas, tendo na Associação dos Comerciantes de Caxias um dos principais motores, alegando que a isenção de impostos era injusta, que a qualidade dos vinhos não estava melhorando e que sobrava produto inferior para ser colocado no mercado. Os resultados não tardaram, os produtores começaram a se sentir inseguros, em 1913 uma crise nacional dificultou os empréstimos, o governo do estado não fazia todos os repasses de verba prometidos, as cooperativas se desorganizaram e começaram a dar prejuízo, e o governo acabou se voltando contra sua própria criação. Um relatório pouco favorável do intendente de Caxias, José Pena de Moraes, enviado ao governo do estado em 1913, precipitou a desintegração do movimento, e em novembro a federação das cooperativas foi extinta. Com isso todo o movimento entrou em recesso, e a maior parte dos equipamentos adquiridos para as associações foi vendida como sucata. Paternó deixou o Rio Grande do Sul ainda em 1913, e na notícia de sua partida o Correio do Povo fustigava os "vícios monstruosos" das cooperativas gaúchas e a "ingerência maléfica" de Paternó.

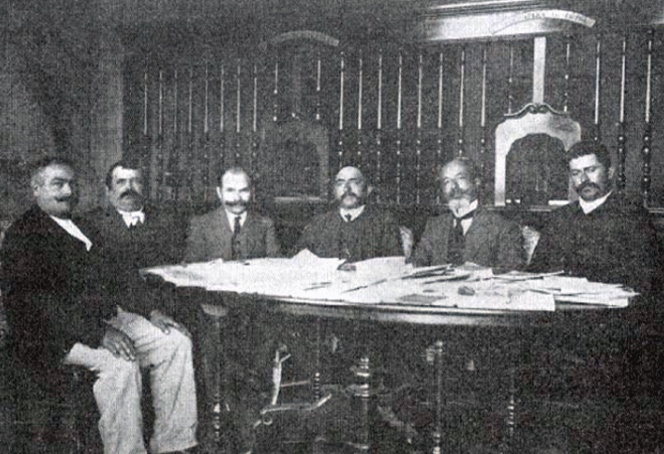
Diretoria da Cooperativa Agrícola de Caxias. Paternó é o segundo da direita para a esquerda.

Em 1924 enviou da Itália um cartão a Abramo Eberle, e depois seus traços se perdem. O legado de Paternó, porém, permaneceu como a percepção da necessidade de modernização do setor do vinho e de união da classe produtora para a superação das dificuldades comuns a todos. Nas palavras de Franco Cenni, "os efeitos benéficos da audácia de Paternó ficaram latentes em novos hábitos, por baixo do conservadorismo agrário, como uma das profundas contribuições do pensamento italiano no Rio Grande do Sul". Para J. Monserrat, Paternó "foi o autor de um dos mais importantes fatos econômicos da década", e para Sandro Rogério dos Santos ele foi o dínamo de um movimento que marcou a economia e a política regional, sendo "um homem à frente de seu tempo. A falta de dinheiro, a carestia, os juros altos e a conjuntura econômica fizeram com que os seus feitos não obtivessem sucesso". No entendimento de Picolotto, o fracasso do sistema também pode ser atribuído em parte à falta de capacidade organizativa dos colonos para levar adiante os empreendimentos. De todas as cooperativas formadas na época, sobreviveram somente a cooperativa de leite União Colonial Santa Clara de Garibaldi e a Cooperativa Agrícola de Caxias, que mostraram um desempenho bem acima da média.
O estandarte cooperativista, com a águia pousada em um feixe de varas, seria ressuscitado por Paulo Monteiro de Barros em 1929, quando o movimento foi repensado e rearticulado sob novas condições. Nas palavras de Picolotto, os produtores "estavam tomando consciência de sua condição de explorados pelos comerciantes e industriais. As experiências fracassadas do passado foram encaradas como aprendizado para que o movimento não cometesse mais os mesmos erros. [...] A primeira cooperativa fundada nessa nova fase foi a de Forqueta, no distrito de mesmo nome de Caxias do Sul, no ano de 1929. Esta iniciativa logo foi seguida pela criação de outras. Durante a década de 1930 fundaram-se 25 novas cooperativas somente na serra gaúcha". Depois o movimento se espalhou ainda mais.